# Koffieproductie in Angola
Koffieproductie in Angola verwijst naar de productie van koffie in Angola. Koffie is een van Angola's belangrijkste agrarische producten.
Angola was tot 1973, toen het land nog in Portugese handen was, de derde grootste producent van koffie op de wereld. 

## Historie
De productie van koffie heeft in grote mate bijgedragen aan de ontwikkeling van de economie in het noordwestelijke deel van Angola, in het bijzonder de provincie Uíge. De productie werd gestart door de Portugezen in 1830 en was al snel erg rendabel. Het populairste gewas was Robusta-koffie, wat werd verbouwd op de 2000 oneven plantages in Angola, die meestal eigendom waren van de Portugezen. In de jaren 70 was Angola een van de grootste koffieproducerende landen in Afrika. 
De burgeroorlog tegen de Portugese overheersing verwoestte de koffieplantages echter, en veel koffielandbouwkundigen emigreerden naar Brazilië, waarna de plantages verwilderden. Na 2000 is er een programma gestart om de plantages weer te herstellen, maar de investering die nodig is om de 40 jaar oude onproductieve planten vervangen wordt geschat op 166 miljoen euro. Met de openstelling van nieuwe wegen beginnen nu de industriële activiteiten in de provincie vorm aan te nemen.